# Pologozom
Pologozom (ou Popologozom) est une localité du Cameroun située dans le département du Mayo-Louti et la Région du Nord, à proximité de la frontière avec le Nigeria. Elle fait partie de l'arrondissement (commune) de Mayo-Oulo.

## Population
Lors du recensement de 2005, la localité comptait 3 108 habitants. 

## Infrastructures
La localité est dotée d'un CES public qui accueille les élèves de la 6e à la 3e.